# Serralada Brooks
La serralada Brooks (en anglès Brooks Range) és una serralada que es troba a la part més septentrional d'Amèrica del Nord. S'estén d'oest a est a través del nord d'Alaska, als Estats Units, i del Yukon, al Canadà, amb una distància propera als 1.100 km de llargada. Els cims no tenen una alçada molt destacable, sent aquesta propera als 2.700 msnm.
La serralada es troba gairebé deshabitada, però la carretera Dalton Highway i l'oleoducte Trans-Alaska les travessa per Atigun Pass (1.415 m) en el seu camí cap al vessant nord i els jaciments de petroli de Prudhoe Bay. Els pobles indígenes d'Anaktuvuk Pass i Arctic Village, així com les petites comunitats de Coldfoot, Wiseman, Bettles i Chandalar Lake són els únics enclavaments en els 1.100 km de llargada de la serralada. A l'extrem oest, prop del riu Wulik, a les muntanyes De Long hi ha la minxarxa Dog, la major mina de zinc en el món.

## El nom
El nom de la serralada s'establí el 1925 en record al que fou geòleg en cap de l'USGS per Alaska des de 1903 fins a 1924, Alfred Hulse Brooks. Durant la història aquesta serralada ha estat coneguda amb diferents noms: Arctic Mountains, Hooper Mountains, Meade Mountains i Meade River Mountains. La part canadenca de la serralada, encara avui, és coneguda amb el nom de British Mountains, les quals formen part de l'Ivvavik National Park.

## Cims principals
Els principals cims d'aquesta llarga serralada són:
- Mont Chamberlin, de 2.749 m
- Mont Isto, de 2.736 m
- Mont Michelson, de 2.699 m

## Serralades secundàries
- Muntanyes Endicott. Mont Kiev, 2.370 m
- Muntanyes De Long. Black Mountain 1.530 m
- Muntanyes Franklin
- Muntanyes Richardson